# Osipenko (inslagkrater)
Osipenko is een inslagkrater op de planeet Venus. Osipenko werd in 1985 genoemd naar de Sovjet-Russisch pilote Polina Osipenko (1907-1939).
De krater heeft een diameter van 30 kilometer en bevindt zich op Lakshmi Planum in de regio Ishtar Terra, in het quadrangle Lakshmi Planum (V-7).